# PKS 0637-752
PKS 0637-72, catalogato nel Parkes Catalogue of Radio Sources, è un quasar luminoso che irradia con la potenza di 10 trilioni di soli da una regione più piccola del nostro sistema solare. Si ritiene che la fonte di questa energia prodigiosa sia un buco nero supermassiccio.
Questo quasar dista circa 6 miliardi di anni luce dal nostro Sistema Solare: ciò vuol dire che lo vediamo com'era circa 6 miliardi di anni fa.
Le osservazioni radio di PKS 0637-752 mostrano che emette un getto radio che si estende per diverse centinaia di migliaia di anni luce. L'immagine a raggi X del telescopio spaziale Chandra rivela un potente getto a raggi X di dimensioni simili probabilmente dovuto a un fascio di particelle ad altissima energia.